# Kerk van Stege
De Kerk van Stege is een 13e-eeuws kerkgebouw in Stege op het Deense eiland Møn. De kerk is oorspronkelijk een romaans gebouw, maar werd later in gotische stijl herbouwd.

## Geschiedenis
Het gebouw werd waarschijnlijk in opdracht van Jakob Sunesøn, een neef van bisschop Absalon die Møn tot zijn dood in 1246 regeerde, gebouwd. Het betrof oorspronkelijk een romaanse kerk van kloostermoppen, bestaande uit een apsis, koor en schip. Even later werd een toren toegevoegd.
In de tweede helft van de 15e eeuw werd de kerk in gotische stijl herbouwd. Mogelijk na een brand werd er begonnen met het vervangen van het koor door een smallere oostelijk verlenging van het schip met zijbeuken. Het westelijke deel van de kerk kreeg een iets breder schip met zijbeuken. Ten slotte werd de toren in 1525 voltooid. De romaanse sporen van de kerk zijn te vinden in het westelijke deel van de kerk.
Onduidelijk is of de kerk, die ook bekendstaat onder de naam Sint-Hans (Sankt Hans), in de katholieke tijd was gewijd aan Johannes de Evangelist of Johannes de Doper.

## Architectuur

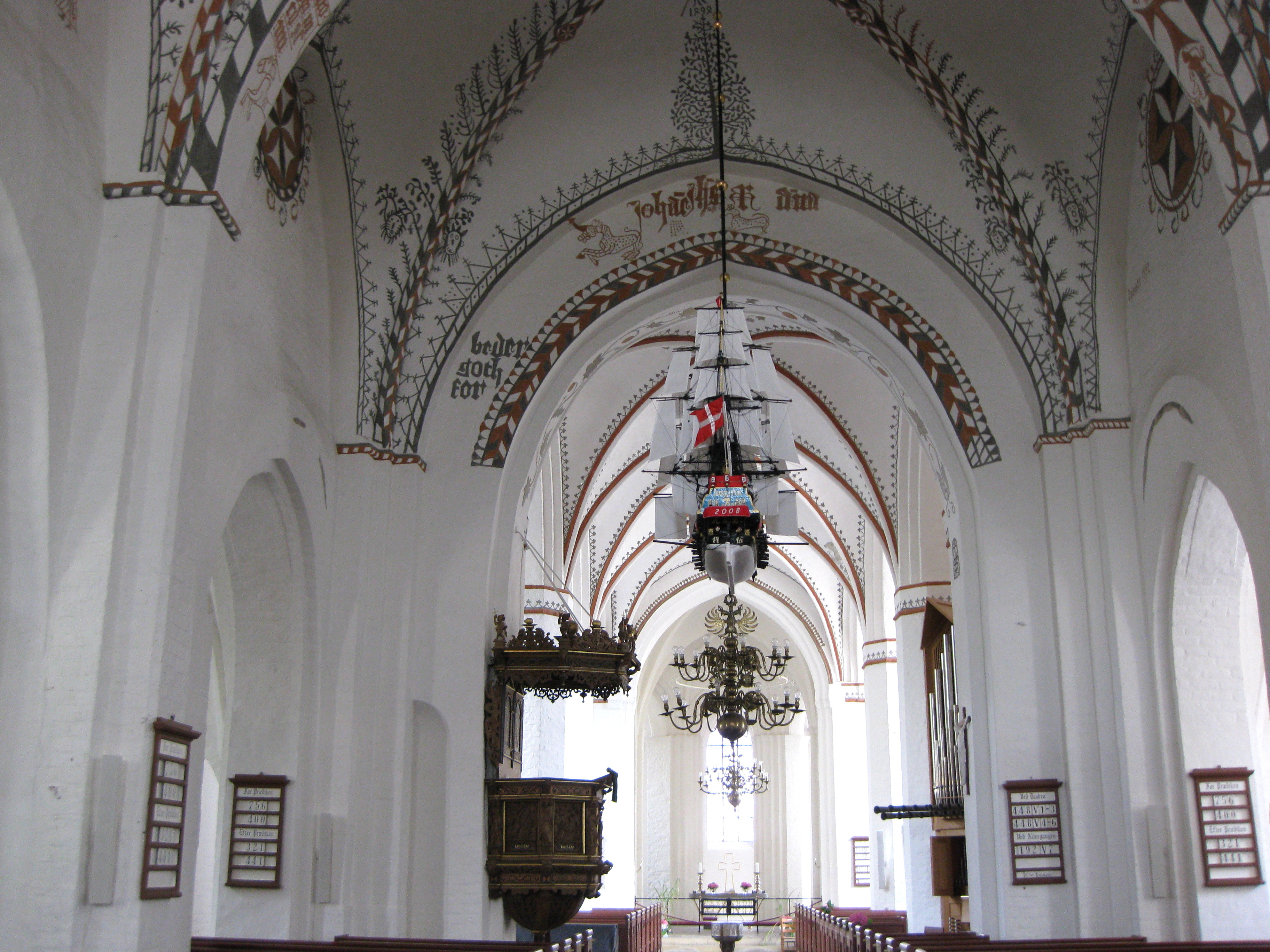
Interieur

De kerk is een laatmiddeleeuwse, gotische kerk van baksteen met een polygonaal oostelijk koor met ommegang. Het oostelijke deel van de drieschepige kerk heeft dezelfde breedte als het koor en werd waarschijnlijk in de eerste helft van de 15e eeuw gebouwd, terwijl het bredere westelijke deel uit de tweede helft van de 15e eeuw dateert. Het gedateerde fresco wijst op een uiterlijke voltooiing in het jaar 1494. Op de westelijke kant bevindt zich een toren die vrijwel gelijktijdig werd gebouwd. Aan de noordzijde bevindt zich een sacristie die tijdens de grote restauratie in de jaren 1908-1909 door architect H.B. Storck werd aangebouwd.

## Fresco's
In de jaren 1892-1893 ontdekte Jacob Kornerup de fresco's uit drie verschillende periodes en restaureerde ze. Uit de jaren 1300 dateren de fresco's rond de ramen van het schip met sporen van zwarte en gele decoraties en een veld in het middenschip op de noordelijke muur binnen een kader met zwart omlijnde rode en witte bloemen. De koorfresco's stammen uit de jaren 1400, terwijl de fresco's in het schip volgens een jaartal op de oostelijke muur uit 1494 dateren.
De verhoogde gewelven werden versierd met eenvoudige, nogal primitieve fresco's. In het westelijke deel van het schip zijn er figuren met grote hoofden op de muren en in de gewelven te zien. Sommige figuren houden elkaars hand vast, terwijl een ander paar zwaarden in hun handen dragen en met een stuk touw aan elkaar zijn verbonden. Ook zijn er jachtscènes te zien en voorstellingen van mensen die dansen. Uit 1494 (te vinden in een rozet: Anno dni m cd xc iiii) dateren de fresco's van de Boom des Levens, Johannes de Doper en Maria. In een andere rozet zijn afbeeldingen aangebracht van nog onvoltooide paarden.

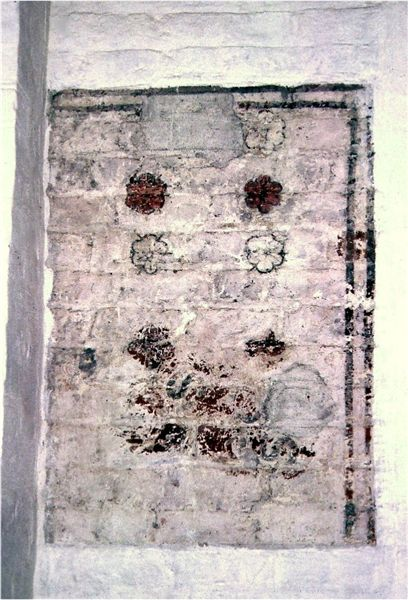
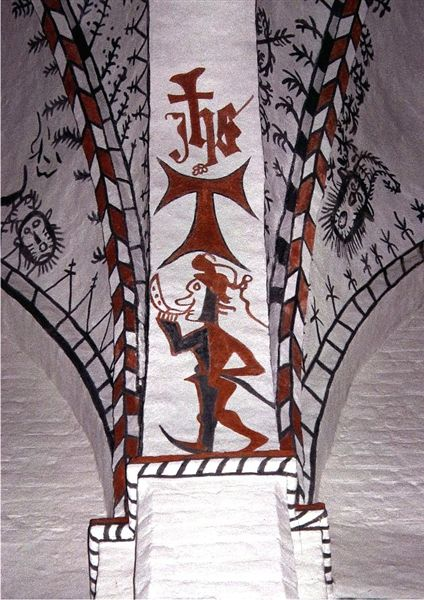
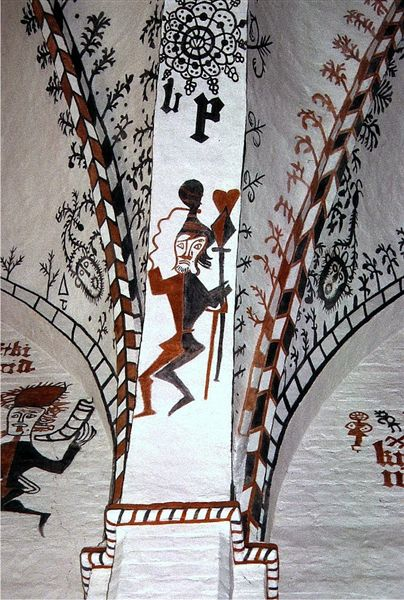
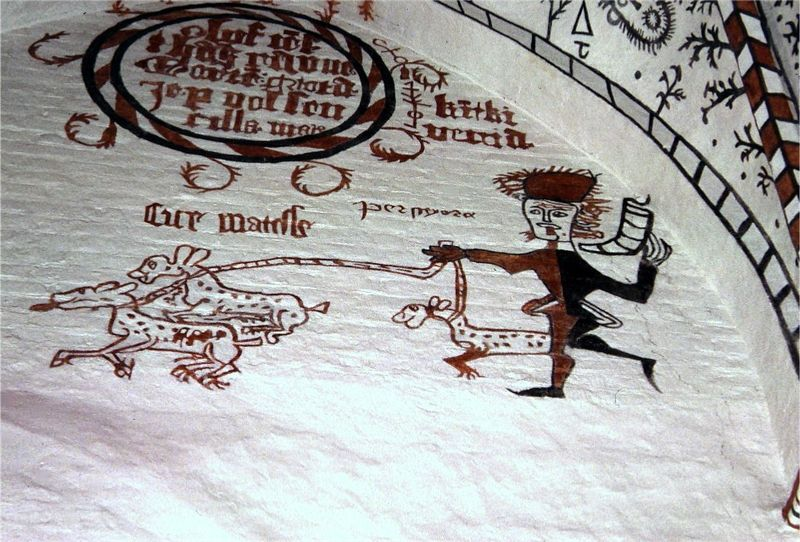
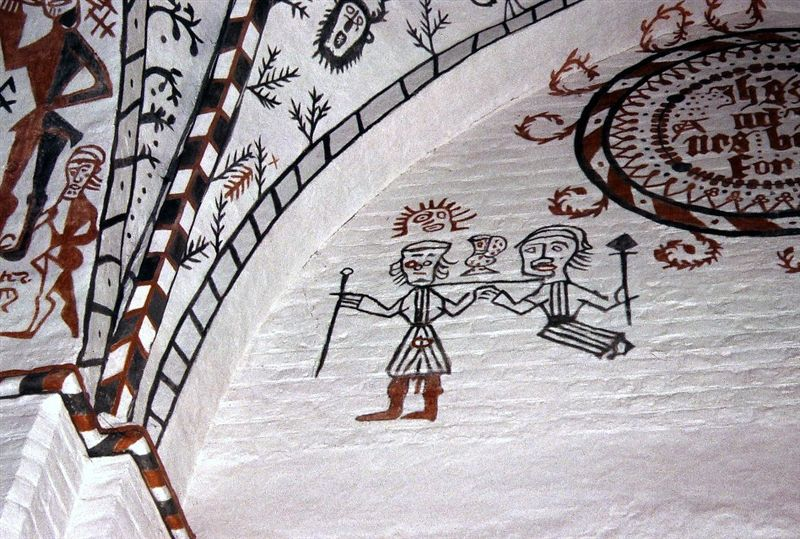

## Overig
Het eerste orgel werd in 1589 gebouwd door de naar Denemarken geëmigreerde Nederlander Hans Brebus. Het orgel bestaat niet meer, maar 25 pijpen bleven bewaard en kregen een plaats in het orgel van de kloosterkerk van Børglum. Het huidige orgel werd in 1966 gebouwd door Poul Gerhard Andersen en heeft 25 registers. De niet traditionele plaats van het orgel heeft zowel historische en akoestische redenen.
Het doopvont dateert uit 1625 en is van zandsteen. De zijkanten van het bekken zijn versierd met reliëfs van Jezus' besnijdenis, de doop van Jezus door Johannes en een voorstelling van "Laat de kinderen tot Mij komen".
Het votiefschip in de kerk betreft het linieschip Justitia, dat in 1718 werd geschonken aan de kerk